# Peter Falk
Pour les articles homonymes, voir Falk.
Peter Falk, né Peter Michael Falk le 16 septembre 1927 à New York et mort le 23 juin 2011 à Beverly Hills (Californie), est un acteur et producteur américain.
Il est principalement connu pour avoir incarné le lieutenant Columbo dans la série télévisée du même nom de 1968 à 2003. Il est également un des acteurs fétiches du réalisateur John Cassavetes, dont il a été un ami proche. Le 25 juillet 2013, il obtient à titre posthume son étoile au Hollywood Walk of Fame.

## Biographie

### Enfance et études

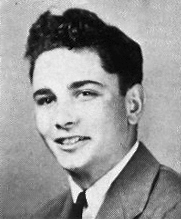
Peter Falk en 1945.

Peter Michael Falk naît le 16 septembre 1927, dans le Bronx à New York, dans une famille juive, fils unique d'un père d’origine russe et d'une mère d'origines polonaise et tchèque.
Atteint d’une tumeur maligne (rétinoblastome) à l’âge de trois ans, il perd son œil droit et doit porter un œil de verre. La légende veut que, lorsqu'il était enfant, il retira son œil pour l’offrir à un arbitre de baseball en lui lançant : « Tu en as plus besoin que moi ! ».
Il entre à l’Ossining High School à New York où il fait ses études secondaires. Il y connaît sa première expérience sur les planches, remplaçant au pied levé un acteur malade dans le rôle d’un détective. Après l'école secondaire en 1945-1946, il travaille pendant dix-huit mois comme cuisinier dans la marine marchande. Puis il intègre l’université de Syracuse où il obtient en 1951 une licence (Bachelor of Arts) de sciences politiques à la New School of Social research et en 1953 une maîtrise (Master of Arts) en administration publique.
Il échoue lors d’un entretien d’embauche à la CIA et entre en 1953 à la direction du Budget du Connecticut (Connecticut state budget bureau) comme conseiller à la productivité (management analyst).

### Début de carrière

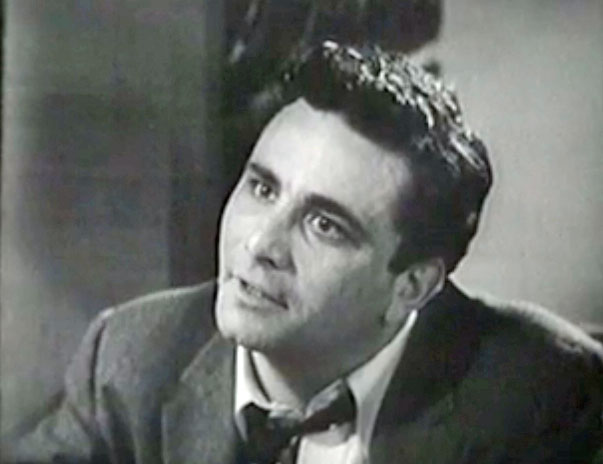
Peter Falk dans la série Decoy en 1959.

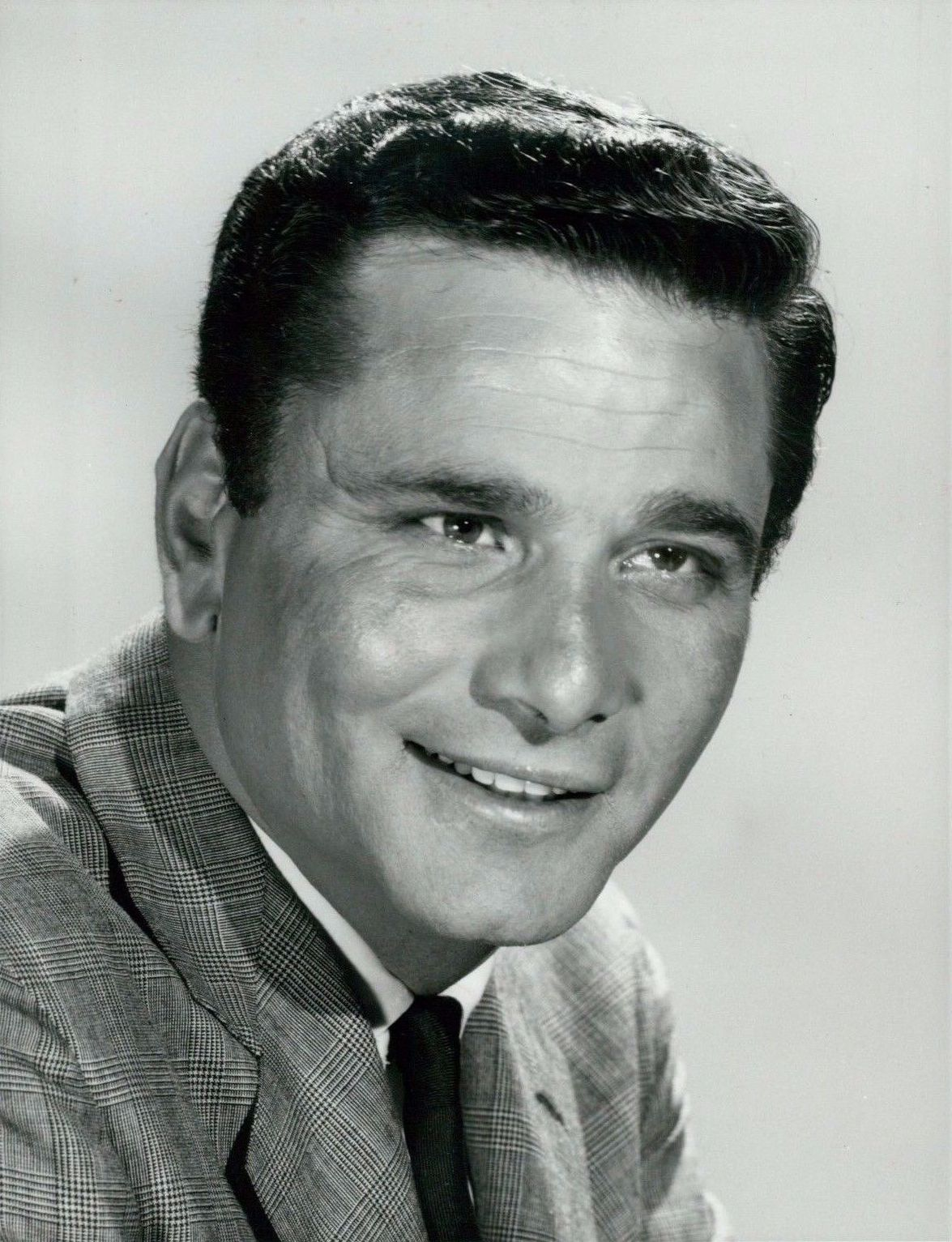
Peter Falk en 1967.

À vingt-neuf ans, après avoir suivi des cours de théâtre avec Eva Le Gallienne à Westport et débuté avec les Mark Twain Maskers en 1955, Peter Falk abandonne son travail, s'installe à New York pour devenir comédien. Il joue sur scène en 1956 Dom Juan de Molière. Il suit quelques cours en 1957 avec Jack Landau (en) et Sanford Meisner. Il fait sa première apparition sur le petit écran en 1957 dans un épisode de la série Robert Montgomery présente (en) sur NBC.
Après être passé par d’autres émissions télévisées, dont Studio One et Kraft Television Theatre (en), il fait ses premiers pas au cinéma en tournant sous la direction de Nicholas Ray dans le drame La Forêt interdite (1958). Très vite, il décroche un rôle important dans le drame policier, The Secret of the Purple Reef (en) de William Witney, avant de tenir le rôle principal de Kid Twist (en), dans Crime, société anonyme de Stuart Rosenberg (1960). Ce film lui vaut une première nomination aux Oscars dans la catégorie « meilleur acteur de second rôle ». Il est aussi remarqué dans des seconds rôles dans la série Les Incorruptibles.
Il apparaît ensuite dans un épisode de la série Alfred Hitchcock présente puis dans un épisode de La Quatrième Dimension (1961). Il joue la même année dans la comédie de Frank Capra Milliardaire pour un jour (1961). Nommé une seconde fois aux Oscars, il attire l’attention du public et des professionnels. Il tourne consécutivement trois comédies : Un monde fou, fou, fou, fou de Stanley Kramer en 1963, Les Sept Voleurs de Chicago de Gordon Douglas en 1964 et La Grande Course autour du monde de Blake Edwards en 1965. Mais c'est grâce à la télévision qu'il va devenir une star mondiale.

### Columbo
Le 20 février 1968, le lieutenant Columbo, policier un peu brouillon mais enquêteur de génie, vêtu d'un imperméable fatigué, évoquant fréquemment sa femme qu'on ne voit jamais, arrive sur le petit écran sous les traits de Peter Falk, à l'occasion d'un téléfilm, Inculpé de meurtre.
Le succès incite les producteurs à créer, en 1971, une série qui durera sept saisons. Le personnage marque désormais la carrière de l'acteur au point de faire passer au second plan tous ses autres rôles. Pendant trente-cinq ans, Peter Falk joue dans soixante-neuf épisodes, en réalise un (Une ville fatale en 1972), en scénarise un autre (Le Meurtre aux deux visages en 1993) et en produit ou coproduit vingt-trois (de 1989 à 2003). La dernière enquête de Columbo date de 2003 avec l'épisode Columbo mène la danse.
Son interprétation permet à Peter Falk de remporter de nombreux Emmy Awards et Golden Globes. Le succès mondial de la série est dû essentiellement à ses prestations d’acteur et ses mimiques devenues mythiques. En France, l'aura de la série est encore renforcée par le doublage du personnage par Serge Sauvion. En tout, Columbo aurait attiré plus de deux milliards de téléspectateurs à travers le monde. Dans son livre, l'acteur déclare : « Dieu ne destine aucun homme à être connu par deux milliards de ses semblables,. »

#### Au sujet de sa voiture
Dans un reportage de TV Magazine publié en mars 2000, la journaliste Elisabeth Perrin recueille les propos de l'acteur dans sa villa californienne. Il dit avoir trouvé sa Peugeot abandonnée sur un parking des studios Universal. Délaissant une cinquantaine de voitures trop « lustrées » qui se trouvaient à l'étage supérieur, il choisit celle qui correspond mieux à son vieil imperméable, à l'étage inférieur. Devant la désapprobation des producteurs, il explique « qu'un flic, même à Los Angeles, ne gagne pas beaucoup et qu'il doit donc faire avec son salaire ». La Peugeot 403 décapotable, modèle 1959, est la voiture personnelle de Roger Pierre (duettiste de Jean-Marc Thibault), apportée lors d'un déplacement aux États-Unis. La production rachète le véhicule et s'en procure d'autres exemplaires qui figurent par la suite dans d'autres épisodes de la série. À cause de son mauvais entretien, cette voiture « exotique » (les Peugeot étaient pourtant importées aux États-Unis, mais en petit nombre) lui cause des problèmes à chaque épisode. Aujourd'hui, les cabriolets 403 Peugeot sont, du fait de leur rareté, des voitures de collection très prisées.

#### Au sujet de sa femme
« La veuve la plus célèbre du monde restera à jamais anonyme », écrit Jean-Emmanuel Nicolau-Bergeret dans Le HuffPost en hommage, après la mort de l'acteur. Elle est évoquée dans chaque épisode mais n'apparaît jamais à l'écran. Il est dit d'elle qu'elle fait un régime, aime la musique, les mots croisés, la peinture, le sport et les produits de beauté.

#### Au sujet de son imperméable
Selon l'acteur, interrogé par Télérama en 1998, il aurait acheté son imperméable en 1966 à New York sur la 57e rue, un jour de pluie. Il s'agit en fait d'une gabardine. Il la porte en toute occasion dans tous les épisodes, même par forte chaleur. C'est à l'intérieur de ses poches qu'il cherche ses notes et ses œufs durs. Dans un hommage à l'acteur disparu, l'article du journaliste Samuel Douhaire pour Télérama est titré Peter Falk, imper et trépasse.

#### Au sujet de son chien
Il s'agit d'un basset hound. Il fait son apparition à la deuxième saison de la série. Selon Richard Levinson et William Link, les fondateurs de la série, « scène après scène il demeurait complètement inerte ». Lorsque le premier chien meurt, la production maquille le suivant pour le rendre plus jeune. Peter Falk, d'abord réticent, l'adopte et l'appelle « le chien ».

### Autres rôles
Peter Falk ne délaisse pas pour autant le cinéma, avec une prédilection pour les films d'auteurs. En 1970, il tourne Husbands qui marque le début d'une longue collaboration avec John Cassavetes (Une femme sous influence en 1974, Mikey and Nicky en 1976, Big Trouble en 1985). La complicité entre les deux hommes éclipse leur concurrence d'acteurs, ce dont témoigne Peter Falk : « John raflait tous les rôles que je voulais. Il bossait sur tous les projets télévisés. Deux ou trois gars comme lui raflaient tout pendant que le reste d'entre nous attendait et récupérait les miettes ». La collaboration avec John Cassavetes sur le tournage d'Husbands, film qui narre une histoire d'amitié entre quatre hommes, n'est pas simple, comme le reconnaît Peter Falk : « J'étais très contrarié. Je ne comprenais rien à ce que John faisait ou à ce qu'il voulait ». Et concernant la méthode de travail du réalisateur Cassavetes, il précise : « L'un des soucis que John avait avec les acteurs, c’est qu'il voulait qu'ils se débarrassent de leur expérience, de leur technique, de tout ce qu'ils savaient et de tout sur quoi ils s'appuyaient ». Restera de cette aventure humaine une amitié indéfectible avec les autres acteurs principaux du film, John Cassavetes et Ben Gazzara.
En 1987, il est le grand-père narrateur de la comédie The Princess Bride de Rob Reiner. Il tourne également deux fois sous la direction de Wim Wenders : en 1987 dans Les Ailes du désir (dans son propre rôle) et en 1993 dans Si loin, si proche !.
En 2000, il incarne le père de David Paymer dans Enemies of Laughter de Joey Travolta. En 2002, il est à l'affiche d’Undisputed, drame sur l'univers de la boxe en milieu carcéral réalisé par Walter Hill, dans lequel il tient le rôle de Mendy Ripstein, un vieux gangster qui organise un combat entre Wesley Snipes et Ving Rhames.

### Fin de vie et mort

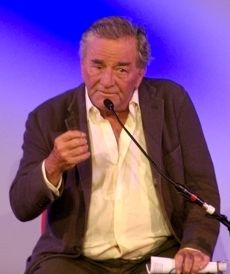
Peter Falk en 2007.

En 2003, à la suite de l'arrêt définitif de Columbo, l'acteur plonge dans une dépression qui révèle la maladie d’Alzheimer dont il souffre déjà depuis quelques années.
En 2005, il joue néanmoins aux côtés de Laura San Giacomo et David Paymer dans la comédie de Jeff Hare, Checking Out (en), puis en 2007 dans Next de Lee Tamahori, avec Nicolas Cage, Julianne Moore et Jessica Biel.
À partir de 2008, il est victime de crises de démence régulières ; l’une d’elles est médiatisée par un paparazzi qui le photographie gesticulant et interpellant des passants à voix haute dans une rue de Beverly Hills réputée pour sa dangerosité. L’une de ses deux filles adoptives, Catherine Falk, détective privée et assistante de post-production, dépose, fin 2008, une demande de mise sous tutelle de son père, requête tout d'abord rejetée par le tribunal. Le 1er juin 2009, le tribunal de Los Angeles prononce finalement la mise sous curatelle et son épouse est nommée curatrice.
Le 23 juin 2011, Peter Falk meurt d'une pneumonie dans sa demeure de Beverly Hills.

Sur le marbre de sa tombe est gravé : 
« I'm not here
I'm home with Shera »
« Je ne suis pas ici
Je suis à la maison avec Shera »

### Vie privée
En 1960, il épouse Alyce Mayo rencontrée à l'université de Syracuse ; ils adoptent deux filles : Jackie et Catherine.
Il divorce d'Alyce Mayo en 1976. Le 7 décembre 1977, il épouse l’actrice Shera Danese. Entre 1976 et 1997 celle-ci joue dans six épisodes de Columbo.

## Distractions
Interrogé par la journaliste Elisabeth Perrin en mars 2000 pour TV Magazine, Peter Falk parle de sa passion pour le dessin. Il travaille au crayon, au fusain et à la sanguine. À la question : « Êtes-vous un homme heureux ? », il répond : « Oui, je peux le dire. Et je le serai encore plus demain, si je fais un bon dessin. »

## Hommages
L'astéroïde (231307) Peterfalk, découvert en 2006, a été nommé en son honneur.
À Budapest, au bout de la rue Miksa Falk une statue de Peter Falk est érigée en 2014. La rue tient son nom d'un intellectuel hongrois du XIXe siècle (en) que des rumeurs insistantes, mais jamais confirmées, lui attribuent pour aïeul.

## Filmographie

### Cinéma
- 1958 : La Forêt interdite (Wind Across the Everglades) de Nicholas Ray : l'écrivain
- 1959 : The Bloody Brood (en) de Julian Roffman : Nico
- 1960 : Crime, société anonyme (Murder, Inc.) de Stuart Rosenberg et Burt Balaban : Abe Reles
- 1960 : L'Héritier d'Al Capone (en) (Pretty Boy Floyd) de Herbert J. Leder : Shory Walters
- 1960 : The Secret of the Purple Reef (en) de William Witney : Tom Weber
- 1961 : Milliardaire pour un jour (Pocketful of Miracles) de Frank Capra : Joy Boy
- 1962 : Pressure Point de Hubert Cornfield : un jeune psychiatre
- 1963 : The Balcony de Joseph Strick : le chef de la police
- 1963 : Un monde fou, fou, fou, fou (It's a Mad, Mad, Mad, Mad world) de Stanley Kramer : le conducteur du troisième taxi
- 1964 : Les Sept Voleurs de Chicago (Robin and the 7 Hoods) de Gordon Douglas : Guy Gisborne
- 1965 : La Grande Course autour du monde (The Great Race) de Blake Edwards : Maximilian Meen
- 1966 : Marcher ou mourir (Italiani brava gente) de Giuseppe De Santis : le capitaine Medic
- 1966 : Too Many Thieves d'Abner Biberman : Danny
- 1966 : Les Plaisirs de Pénélope (Penelope) d'Arthur Hiller : le lieutenant Horation Bixbee
- 1967 : Luv de Clive Donner : Milt Manville
- 1968 : La Bataille pour Anzio (Lo Sbarco di Anzio) d'Edward Dmytryk : le caporal Jack Rabinoff
- 1968 : Les Intouchables (Gli intoccabili) de Giuliano Montaldo : Charlie Adamo
- 1969 : Un château en enfer (Castle Keep) de Sydney Pollack : le sergent Rossi
- 1970 : Rosolino Paternò, soldato... de Nanni Loy : Peter Pawney
- 1970 : Husbands de John Cassavetes : Archie Black
- 1974 : Une femme sous influence (A Woman under the Influence) de John Cassavetes : Nick Longhetti
- 1976 : Un cadavre au dessert (Murder by Death) de Robert Moore : Sam Diamond
- 1976 : Mikey et Nicky (Mikey and Nicky) de Elaine May : Mikey
- 1977 : Opening Night de John Cassavetes : caméo
- 1978 : Le Privé de ces dames (The Cheap Detective) de Robert Moore : Lou Peckinpaugh
- 1978 : Têtes vides cherchent coffres pleins (The Brink's Job) de William Friedkin : Tony Pino
- 1979 : Ne tirez pas sur le dentiste (The In-Laws) de Arthur Hiller : Vince Ricardo
- 1981 : Deux filles au tapis (All the Marbles) de Robert Aldrich : Harry Sears
- 1981 :  La Grande Aventure des Muppets (The Great Muppet Caper) de Jim Henson : le receleur du parc
- 1984 : Sanford Meisner : The American Theatre's Best Kept Secret, documentaire de Nick Doob
- 1986 : Big Trouble de John Cassavetes : Steve Rickey
- 1987 : Happy New Year de John G. Avildsen : Nick
- 1987 : Princess Bride (The Princess Bride) de Rob Reiner : Grand-père / le narrateur
- 1987 : Les Ailes du désir (Der Himmel über Berlin) de Wim Wenders : lui-même
- 1988 : Enquête en tête (Vibes) de Ken Kwapis : Harry Buscafusco
- 1989 : Cookie de Susan Seidelman : Dominick Capisco
- 1990 : Motion and Emotion, documentaire de Paul Joyce
- 1990 : Tante Julia et le scribouillard (Tune in Tomorrow...) de Jon Amiel : Pedro Carmichael
- 1990 : Deux femmes pour un tueur (en) (In the Spirit) de Sandra Seacat : Roger Flan
- 1992 : The Player de Robert Altman : lui-même
- 1993 : Si loin, si proche ! (In weiter ferne, so nah !) de Wim Wenders : lui-même
- 1995 : Cassavetes : Anything for John, documentaire de Dominique Cazenave et Doug Headline
- 1995 : Un ménage explosif (Roommates) de Peter Yates : Rocky Holzcek
- 1995 : Cops n Roberts de Peter Crane : Salvatore Santini
- 1996 : John Cassavetes : To risk everything to express it all, documentaire de Rudolf Mestdagh
- 2000 : Enemies of Laughter : le père de Paul
- 2000 : Lakeboat (en) de Joe Mantegna : l'homme de la jetée
- 2000 : Hubert's Brain (en) de Phil Alden Robinson et Gordon Clark : Bailey (voix)
- 2000 : A Constant Forge, documentaire de Charles Kiselyak
- 2001 : Corky Romano de Rob Pritts : Francis A. Romano
- 2001 : Made de Jon Favreau : Max
- 2002 : Un seul deviendra invincible (Undisputed) de Walter Hill : Mendy Ripstein
- 2003 : Three Days of Rain de Michael Meredith (en) : Waldo
- 2004 : Gang de requins (Shark Tale) de Bibo Bergeron et Vicky Jenson : Don Feinberg (voix)
- 2005 : Checking Out (en) de Jeff Hare : Morris Applebaum
- 2005 : The Thing About My Folks (en) de Raymond De Felitta : Sam Kleinman
- 2006 : Edge of Outside, documentaire de Shannon Davis
- 2007 : Next de Lee Tamahori : Irv
- 2007 : Three Days to Vegas (en) de Charlie Picerni : Gus Fitzgerald
- 2009 : American Cowslip (en) de Mark David : le père Randolph

### Télévision

#### Documentaire
- 1978 : Scared Straight!, documentaire (narrateur)

#### Téléfilms
- 1961 : Cry Vengeance : le prêtre
- 1961 : The Million Dollar Incident (en) : Sammy
- 1966 : Brigadoon : Jeff Douglas
- 1968 : Inculpé de meurtre (Columbo: Prescription Murder) : le lieutenant Columbo
- 1968 : Une poignée de neige (A Hatful of Rain) : Polo Pope
- 1971 : A Step Out Of Line : Harry Connors
- 1971 : Rançon pour un homme mort (Ransom for a dead man) : le lieutenant Columbo
- 1976 : Le Sourire aux larmes (en) (Griffin and Phoenix) de Daryl Duke : Geoffrey Griffin
- 1996 : Al et Willie (The Sunshine Boys) de John Erman : Willie Clark
- 1997 : Pronto de Jim McBride : Harry Arno
- 1998 : Money Kings (de) (Vig) de Graham Theakston : Vinnie
- 2000 : From Where I Sit : Abe
- 2000 : Une rencontre pour la vie (A Storm in Summer) de Robert Wise : Abel Shaddick
- 2001 : Une ville sans Noël (A Town Without Christmas) de Andy Wolk : Max
- 2001 : Les Aventuriers du monde perdu (The Lost World) de Stuart Orme : le révérend Theo Kerr
- 2003 : Un bateau de rêve (Wilder Days) de David M. Evans : James Morse
- 2003 : À la recherche de John Christmas (Finding John Christmas) d'Andy Wolk : Max
- 2004 : Deux anges dans la ville (When Angels Come to Town) d'Andy Wolk : Max

#### Séries
- 1957 : Robert Montgomery présente (en)
- 1957 : Camera Three (en) : Stendhal
- 1958 : Decoy (en) : Fred Dana
- 1958-1962 : Naked City : Gimpy / Lee Staunton / Frank O'Hearn
- 1959 : Deadline : Box
- 1959 : New York Confidential (en) : Pete
- 1959 : Brenner (en) : Fred Gaines
- 1960 : The Islanders (en) : Hooker
- 1960 : Have Gun - Will Travel : Waller
- 1960 : The Witness (en) : Abe Reles
- 1960-1961 : Les Incorruptibles (The Untouchables) Épisode 26 Saison 1 Banque privée (Underwold Bank) : Duke Mullen / Nate Selko
- 1961 : Target: The Corruptors (en) : Nick Longo
- 1961 : The Law and Mr. Jones (en) : Sydney Jarmon
- 1961 : The Aquanauts : Jeremiah Wilson / Angel
- 1961 : Alfred Hitchcock présente d'Alan Crosland Jr. : Reconnaissance (Meyer Fine)  (Saison 6, épisode 18)
- 1961 : The Barbara Stanwyck Show (en) : Joe
- 1961 : La Quatrième Dimension (The Twilight Zone) de Rod Serling - saison 3, épisode 6 - Le miroir : Ramos Clemente
- 1962 : Le gant de velours : Lopez
- 1962 : 87th Precinct (en) : Greg Brovane
- 1962 : The Dick Powell Show (en) : Aristede Fresco
- 1962 : Here's Edie (en) : Cabbie
- 1962 : Suspicion : Robert Evans
- 1963 : La Grande Caravane (Wagon Train) : Gus Morgan
- 1963 : Le Jeune Docteur Kildare : Matt Gunderson
- 1964 : Ben Casey : Dr Jimmy Reynolds
- 1965-1966 : The Trials of O'Brien : Daniel O'Brien
- 1967 : The Red Skelton Show : le colonel Hush-Hush
- 1968-2003 : Columbo : le lieutenant Columbo
- 1971 : Les Règles du jeu (The Name of Game) : Lewis Corbett

## Distinctions

### Récompenses
- Primetime Emmy Awards 1962 : Meilleur acteur dans une mini-série ou un téléfilm pour The Dick Powell Show (en) (1961-1963).
- Primetime Emmy Awards 1972 : Meilleur acteur dans une série télévisée dramatique dans le rôle du Lieutenant Columbo pour Columbo (1968-2003).
- Golden Apple Awards 1972 : Lauréat du Prix Golden Apple de la Star masculine de l'année.
- 30e cérémonie des Golden Globes 1973 : Meilleur acteur dans une série dramatique dans le rôle du Lieutenant Columbo pour Columbo (1968-2003).
- Hasty Pudding Theatricals 1974 : Lauréat du Prix de l'homme de l'année.
- Primetime Emmy Awards 1975 : Meilleur acteur dans une série télévisée dramatique dans le rôle du Lieutenant Columbo pour Columbo (1968-2003).
- 1975 : TP de Oro du meilleur acteur dans une série télévisée dramatique pour Columbo (1968-2003).
- Bambi Awards 1976 : Meilleur acteur dans une série télévisée dramatique pour Columbo (1968-2003).
- Goldene Kamera 1976 : Meilleur acteur dans une série télévisée dramatique pour Columbo (1968-2003).
- Primetime Emmy Awards 1976 : Meilleur acteur dans une série télévisée dramatique dans le rôle du Lieutenant Columbo pour Columbo (1968-2003).
- 1978 : TP de Oro du meilleur acteur dans une série télévisée dramatique pour Columbo (1968-2003).
- Primetime Emmy Awards 1990 : Meilleur acteur dans une série télévisée dramatique dans le rôle du Lieutenant Columbo pour Columbo (1968-2003).
- Bambi Awards 1993 : Meilleur acteur dans une série télévisée dramatique pour Columbo (1968-2003).
- Ft. Lauderdale International Film Festival 2000 : Lauréat du Prix pour l'ensemble de sa carrière.
- Method Fest 2003 : Lauréat du Prix pour l'ensemble de sa carrière.
- David di Donatello Awards 2004 : Lauréat de la récompense Golden Plate.
- Florida Film Festival 2005 : Lauréat du Prix pour l’ensemble de sa carrière.
- 2006 : Milano International Film Festival Awards du meilleur acteur dans une comédie dramatique pour The Thing About My Folks (2005).

### Nominations
- 18e cérémonie des Golden Globes 1961 : Révélation masculine de l'année dans un drame biographique pour Crime, société anonyme (1960).
- 33e cérémonie des Oscars 1961 : Meilleur acteur dans un second rôle dans un drame biographique pour Crime, société anonyme (1960).
- Primetime Emmy Awards 1961 : Meilleur acteur dans un second rôle pour The Law and Mr. Jones (1961).
- 34e cérémonie des Oscars 1962 : Meilleur acteur dans un second rôle dans une comédie dramatique pour Milliardaire pour un jour (1961).
- Laurel Awards 1962 : Nomination au Prix Golden Laurel de la personnalité masculine de l'année.
- 29e cérémonie des Golden Globes 1972 : Meilleur acteur dans une série dramatique dans le rôle du Lieutenant Columbo pour Columbo (1968-2003).
- Primetime Emmy Awards 1973 : Meilleur acteur dans une série télévisée dramatique dans le rôle du Lieutenant Columbo pour Columbo (1968-2003).
- 31e cérémonie des Golden Globes 1974 : Meilleur acteur dans une série dramatique dans le rôle du Lieutenant Columbo pour Columbo (1968-2003).
- Primetime Emmy Awards 1974 : Meilleur acteur dans une série télévisée dramatique dans le rôle du Lieutenant Columbo pour Columbo (1968-2003).
- 1975 : Bravo Otto du meilleur acteur dans une série télévisée dramatique dans le rôle du Lieutenant Columbo pour Columbo (1968-2003).
- 32e cérémonie des Golden Globes 1975 : Meilleur acteur dans une série dramatique dans le rôle du Lieutenant Columbo pour Columbo (1968-2003).
- 33e cérémonie des Golden Globes 1976 : Meilleur acteur dans une série dramatique dans le rôle du Lieutenant Columbo pour Columbo (1968-2003).
- Primetime Emmy Awards 1977 : Meilleur acteur dans une série télévisée dramatique dans le rôle du Lieutenant Columbo pour Columbo (1968-2003).
- 35e cérémonie des Golden Globes 1978 : Meilleur acteur dans une série dramatique dans le rôle du Lieutenant Columbo pour Columbo (1968-2003).
- Primetime Emmy Awards 1978 : Meilleur acteur dans une série télévisée dramatique dans le rôle du Lieutenant Columbo pour Columbo (1968-2003).
- 1990 : People's Choice Awards de la meilleure interprétation dans une série télévisée dramatique dans le rôle du Lieutenant Columbo pour Columbo (1968-2003).
- 1991 : People's Choice Awards de la meilleure interprétation dans une série télévisée dramatique dans le rôle du Lieutenant Columbo pour Columbo (1968-2003).
- 48e cérémonie des Golden Globes 1991 : Meilleur acteur dans une série dramatique dans le rôle du Lieutenant Columbo pour Columbo (1968-2003).
- Primetime Emmy Awards 1991 : Meilleur acteur dans une série télévisée dramatique dans le rôle du Lieutenant Columbo pour Columbo (1968-2003).
- 49e cérémonie des Golden Globes 1992 : Meilleur acteur dans une série dramatique dans le rôle du Lieutenant Columbo pour Columbo (1968-2003).
- 51e cérémonie des Golden Globes 1994 : Meilleur acteur dans une série dramatique dans le rôle du Lieutenant Columbo pour Columbo (1968-2003).
- Primetime Emmy Awards 1994 : Meilleur acteur dans une série télévisée dramatique dans le rôle du Lieutenant Columbo pour Columbo (1968-2003).
- 2001 : Daytime Emmy Awards du meilleur acteur dans une série dramatique pour Une rencontre pour la vie (A Storm in Summer) (2000).
- 2002 : The Stinkers Bad Movie Awards du pire acteur dans un second rôle dans un drame d’action pour Un seul deviendra invincible (Undisputed) (2006).
- 2005 : TV Land Awards du détective préférée dans une série télévisée dramatique dans le rôle du Lieutenant Columbo pour Columbo (1968-2003).
- 2006 : AARP Movies for Grownups Awards de la meilleure relation amoureuse partagée avec Olympia Dukakis dans un drame romantique pour The Thing About My Folks (2006).

## Voix françaises

### En France
| - Serge Sauvion (*1929 - 2010) dans : - La Quatrième Dimension (série télévisée) - Inculpé de meurtre (téléfilm) - Rançon pour un homme mort (téléfilm - 1er puis 2e doublages) - Columbo (série télévisée) - Une femme sous influence - Un cadavre au dessert - Le Privé de ces dames - Têtes vides cherchent coffres pleins - Ne tirez pas sur le dentiste - Deux filles au tapis - La Grande Aventure des Muppets (doublé dans les années 1990) - Vibes - Tante Julia et le Scribouillard - Cookie - Al et Willie (téléfilm) - Lakeboat - Une ville sans Noël (téléfilm) - Les Aventuriers du monde perdu (téléfilm) - À la recherche de John Christmas (téléfilm) - Deux anges dans la ville (téléfilm) - Un bateau de rêve (téléfilm) - Gang de requins (Voix) - Next | - Pierre Trabaud (*1922 - 2005) dans : - Les Plaisirs de Pénélope - La Bataille pour Anzio - Un château en enfer - Albert Augier (*1924 - 2007) dans : - Les Sept Voleurs de Chicago - La Grande Course autour du monde et aussi : - Gérard Darrieu (*1925 - 2004) dans La Forêt interdite - Georges Aubert (*1917 - 2014) dans Milliardaire pour un jour - Henry Djanik (*1926 - 2008) dans Les Incorruptibles (série télévisée) - Marcel Bozzuffi (*1929 - 1988) dans Les Intouchables - Marc de Georgi (*1931 - 2003) dans Princess Bride - Edward Marcus dans Si loin, si proche ! - Gérard Boucaron dans Un seul deviendra invincible |

### Publication
- Peter Falk (trad. Jean-Pascal Bernard), Juste une dernière chose : les mémoires de Columbo [« Just one more thing. »], Neuilly-sur-Seine, éditions Michel Lafon, 2006, 269 p. (ISBN 2-749-90572-9 et 978-2-749-90572-3, OCLC 319776546).

### Documentaire
- Gaelle Royer, Pascal Cuissot, Peter Falk versus Columbo (France, 2018), 52 minutes et diffusé sur la chaîne Arte le 31 mars 2019.